# エキープ・エスパス
エキープ・エスパスは、ランドスケープデザインに特化した建設コンサルタント・造園設計事務所。
東京都港区南青山5－4－29に本社を置く。代表は田中喜一。社団法人ランドスケープコンサルタンツ協会会員。

## 概要
1969年、田中造園土木設計室として設立。公共事業分野における都市開発での外部空間や公園計画・緑化事業報告を中心に以来数多くの大型プロジェクトに参画。そして民間分野に関しても有名な建築作品や建造物屋外の空間デザインを数多くを手がけており、著名な建築家と建築外部空間計画といったコラボレーション作品の他、民間開発住宅地外構計画も多く手掛けている。
東京都庭園美術館における歴史的建造物と庭園の保存に向けた取り組みで、2019年日本建築学会賞。

## 主な実績
- 神奈川大学湘南ひらつかキャンパス11号館外空間[3]
- テクノプラザ（岐阜県科学技術振興センター・VRテクノセンター）[4]
- フレール西経堂環境整備
- リブレ川口1番街、2番街
- コンフォール茅ケ崎浜見平[5]
- 晴海三丁目西地区（再）ゆらぎの散歩道造園補備設計
- 下連雀七丁目第３団地内公園整備
- 東雲キャナルコートCODAN屋外改修設計
- 浜見平団地（建替）第１期後工区造園変更設計
- 高森のいえ・高齢者向け住宅棟外構設計
- Y邸
- 秋留台公園防災公園整備
- 熊本県営保田窪第一団地造園設計[6][7]
- 横浜税関本館庁舎造園設計
- 美波町由岐湾地区新開地域開発プラン
- 香川県立東山魁夷せとうち美術館造園設計
- NAKANO CENTRAL PARK SOUTH造園設計[8]
- KAGA RESIDENCE造園設計
- 酒田市国体記念体育館造園設計[9]
- 天野製薬・岐阜研究所[10]
- 飯能大河原地区オープンスペース整備基本計画業務